# Giulio Morellato
Giulio Morellato (Marsango, 10 ottobre 1892 – Padova, 10 febbraio 1965) è stato un orologiaio e imprenditore italiano, fondatore dell'omonima azienda Morellato.

## Biografia
Nato a Marsango, frazione di Campo San Martino in provincia di Padova, era il settimo di otto figli e abbandonò la scuola elementare per lavorare con suo padre, orologiaio e calzolaio: seguì le lezioni sino in terza elementare e solo in età adulta completò il ciclo di studi per diplomarsi nei corsi serali. Dopo esser stato coscritto per la prima guerra mondiale, Giulio ritornato dal fronte si trasferì a Bologna, con il fratello più giovane, per aprire un negozio di orologeria. I due fratelli gestirono insieme gli affari, poi Giulio decise d'iniziare un'attività commerciale girando per vari mercati come ambulante tra Bologna, Lugo e Ferrara. Nel 1925 sposò una giovane romagnola di Lugo, sorella di un suo camerata di guerra, con la quale ebbe numerosa prole: tre figli e due figlie. Dopo aver avuto problemi alla vista, che bloccarono i suoi lavori di precisione sui pezzi meccanici degli orologi, Giulio si accorse della scadente fattura dei cinturini, specialmente degli orologi da polso svizzeri, quindi decise di produrre cinturini con alta manifattura e qualità fondando la ditta Morellato nel 1930 a Bologna.

## L'azienda
In un primo periodo, tali cinturini furono venduti con orologi prodotti da Giulio o importati, ma successivamente Giulio si specializzò nella produzione dei soli cinturini. Durante la seconda guerra mondiale nel 1943, Giulio e la famiglia si trasferirono a Lugo per poter continuare la produzione: i macchinari di fabbrica furono pure trasportati in Romagna. Finita la guerra, Giulio riprese l'attività produttiva in Bologna: dopo insanabili contrasti avuti con operai della CGIL, ritornò in terra natìa dove lo accolse un sindaco anticomunista, che lo agevolò per l'ubicazione della fabbrica in Piombino Dese nel 1947, dove l'unico sindacato ammesso era CISL. L'imprenditore assunse personale composto da quasi tutte operaie tra i 14 e 25 anni di età: gli uomini assunti furono pochi; per tutte le operaie Morellato ingaggiò una maestra, che teneva lezioni di cultura generale nonché economia domestica nei locali della fabbrica. Nel 1956 il fondatore lasciò l'azienda al figlio Michele e altri due soci; dopo la chiusura di un laboratorio con 30 operaie in Camposampiero, nel 1962 l'industria si spostò nella sua attuale sede di Fratte (Santa Giustina in Colle) mantenendo due fabbriche: una in Piombino e l'altra in Fratte. Giulio Morellato tornò tra i soci aziendali dal 1962 al 1965, anno della sua dipartita: morì nell'ospedale civico di Padova.